# Червона планета
«Червона планета» (англ. Red Planet) — австрало-американський фантастичний бойовик знятий Ентоні Гофманом у 2000 році з Велом Кілмером, Керрі-Енн Мосс і Томом Сайзмором у головних ролях. Вийшов 10 листопада, був критичним і комерційним провалом.
У 2056 році Земля перебуває на межі екологічної катастрофи в результаті забруднення і перенаселення. Тим часом автоматичні міжпланетні зонди розкидали по Марсу водорості для виробництва кисню. Через 12 років на Землі дізнаються, що рівень виробленого кисню нез'ясовно впав. Екіпажеві корабля «Марс-1» належить не тільки стати першими людьми, які ступили на іншу планету, а й дізнатися що сталося на Марсі.

## Сюжет
Терраформування Марса відбувається не так, як планувалося — рівень кисню, який виробляють заслані з Землі водорості, виявляється занизький. Від Міжнародної космічної станції до Марса вирушає корабель «Марс-1» аби з'ясувати в чому справа та заселити постійну базу.
До складу команди входять командирка Кейт Боуман, генетик-атеїст Квінн Борхенал і хірург Бад Чантілас, який скептично ставиться до науково-технічного прогресу, інженер Роббі Галлагер, спеціаліст з терраформінгу Чіп Петтенгіл і пілот Тед Сентен. Команду супроводжує собакоподібний робот AMEE (Autonomous Mapping Exploration and Evasion). В польоті астронавти грають у карти, жартують, що їм не потрібно повертатися на Землю, а Роббі фліртує з Кейт.
Вийшовши на орбіту Марса, корабель потрапляє у сонячний спалах. Кейт лишається на борту полагодити пошкоджене обладнання, а решта висаджуються на Марс. Посадковий модуль звалюється в ущелину, через що Бад зазнає смертельного поранення. Коли астронавти відходять, AMEE вибирається з модуля та вирушає на пошуки людей. Тим часом на орбіті Кейт бореться з пожежею, що спалахнула на «Марсі-1». Їй доводиться випустити кисень з корабля, але сама вона лишається без запасу повітря.
Астронавти пішки вирушають до заздалегідь скинутих модулів бази, а коли доходять туди, виявляється, що база зруйнована. Повітря в скафандрах лишається мало, астронавти готуються померти. Теда звинувачують у невдалій посадці, спалахує бійка і Чіп ненавмисне скидає Теда в каньйон. Решті він розповідає, що Тед стрибнув сам. Роббі, страждаючи від задухи, знімає скафандр і виявляє, що на Марсі можна дихати.
Екіпаж не може зв'язатись з кораблем на орбіті, але натрапляє на робота та намагається вийняти з нього термоядерний реактор. AMEE через це розцінює людей як ворогів і ранить Квіна, щоб затримати всю групу і потім убити кожного поодинці.
Роббі вдається знайти «Mars Pathfinder», відправлений на Марс ще в 1997 році, та скористатися ним для зв'язку з кораблем. Земля отримує сигнал і передає його Кейт на борт «Марса-1», коли вона вже готується летіти додому. Вона зв'язується з астронавтами на планеті та посилає їх до старого російського зонда «Космос», щоб скористатися ним для повернення на «Марс-1».
Роббі та Квін дискутують щодо того, чи може наука цілком пояснити такі події. Кейт повідомляє Роббі, що в «Космосі» є місце лише для двох. У цей час наближається хуртовина і астронавти ховаються в печері. Там Роббі розповідає двом іншим колегам, що один з них мусить лишитися на Марсі. Чіп, винний у вбивстві Теда, вирішує, що тоді не варто жити й решті, викрадає єдину рацію та тікає.
Коли хуртовина завершується, Квін з Роббі знаходять труп Чіпа, якого наздогнав і вбив робот. Навколо ростуть водорості, яких там не повинно бути, а в скафандрі Чіпа виявляються комахи. Квін здогадується, що ці місцеві комахи харчуються органікою та виробляють кисень, а тому можуть вирішити нестачу кисню на Землі. Та скоро комахи відчувають кров Квіна та прогризають його скафандр, відчувши здобич. Квін віддає контейнер зі зразками комах Роббі, а сам підриває газовий пальник, що спричиняє пожежу, яку помічає з орбіти Кейт.
Роббі добирається до «Космоса», але ядерна батарея зонда виявляється виснажена. Тоді Роббі наважується знищити AMEE та скористатися його джерелом живлення. Він накидає на робота парашут і користується залишками заряду, щоб спалити мікросхеми AMEE. Далі він підмикає реактор до «Космоса» та злітає в космос. Роббі непритомніє через брак повітря, але Кейт виконує маневр і перехоплює його.
Кейт і Роббі летять на Землю, переконані, що зрештою їхня місія — знайти порятунок Землі, виконана, хоча й не так, як вони сподівалися.

## Ролі
- Вел Кілмер — Роббі Галлахер
- Керрі-Енн Мосс — Кейт Боуман
- Том Сайзмор — д-р Квін Бархенал
- Бенджамін Бретт — лейтенант Тед Сантен
- Саймон Бейкер — Чіп Петтенгіл
- Теренс Стемп — д-р Бад Чантілас
- Ніл Росс — скафандр (голос) (у титрах відсутній)

## Цікаві факти
- Робочу назву фільму «Марс» довелося змінити, щоб уникнути плутанини з картиною «Місія на Марс» (2000). Фільм змагався з ним, обидва вийшли на екрани приблизно в той же час.
- Прізвище Кейт Боуман (Керрі-Енн Мосс) є відсиланням до фільму Стенлі Кубрика «2001: Космічна одіссея» (1968), в якому командиром космічного корабля був Дейв Боуман.
- Герой Томаса Сайзмора згадує про свою дівчину Фейт. У «Дивних днях» у персонажа Сайзмора був роман з коханою його друга, яку теж звали Фейт.
- Більшість сцен, що відбуваються на Марсі, були зняті в йорданській пустелі.
- На відміну від інших науково-фантастичних стрічок у цьому фільмі досить правдоподібно показано, що відбувається з вогнем у невагомості.
- Кадр з виглядом Землі, знятої з космосу, що з'являється на початку картини, був запозичений з «Контакту» (1997). Тільки для «Червоної планети» його перевернули, а в такому положенні побачити Землю з космосу неможливо.